# Jan Ignacy Działyński
Jan Ignacy Działyński herbu Ogończyk (ur. ?, zm. listopad 1724) – wojewoda pomorski.
Był synem Jana Działyńskiego, kasztelana elbląskiego i wojewodzianki pomorskiej Bąkowskiej, córki Jana Ignacego Bąkowskiego. Jeszcze za życia swego ojca objął starostwo tolkmickie. W 1699 był posłem na sejm z województwa pomorskiego. 14 kwietnia 1703 otrzymał nominację na wojewodę pomorskiego, ale wymaganą prawem przysięgę senatorską mógł złożyć dopiero w 1708 r., gdy odbył się generał pruski. W 1703 został wyznaczony przez sejm na komisarza mającego dokonać rewizji skarbu koronnego. Obejmując urząd wojewody pomorskiego oddał starostwo tolkmickie Tomaszowi Działyńskiemu, otrzymując w zamian starostwo skarszewskie (Skarszewy były nominalną stolicą woj. pomorskiego). W 1724 r. został wyznaczony do komisji rewindykacyjnej mającej nadzorować wykonanie wyroku w tzw. sprawie toruńskiej, nie zdążył jednak wziąć udziału w jej pracach, gdyż zmarł w listopadzie 1724. 